# 337 (số)
337 (ba trăm ba mươi bảy) là một số tự nhiên ngay sau 336 và ngay trước 338.